# Lars Aronsson
Lars Erik Aronsson, född 19 mars 1966 i Örebro, är en svensk programmerare.
Aronsson, sedan 1985 bosatt i Linköping, är grundare av det fria elektroniska litteraturarkivet Projekt Runeberg och den svenskspråkiga wikin Susning.nu samt driver firman Aronsson Datateknik.
Han tilldelades IP-priset 2007 för sitt arbete med Projekt Runeberg, Susning.nu och Wikimedia Sverige. Aronsson uppmärksammades även för arbetet med OpenStreetMap.